# 菲拉格慕
菲拉格慕，直译为薩爾瓦托勒·菲拉格慕公司（Salvatore Ferragamo S.p.A. 義大利語：[salvaˈtoːre ferraˈɡaːmo]）是一个意大利佛罗伦萨的奢侈品公司，制作男女服装、鞋子和钟表等。
薩爾瓦托勒·菲拉格慕曾移民美国，1923年在加利福尼亚州开过鞋店。1927年，他返回意大利，在佛罗伦萨创业。公司现仍由其后裔掌管。

## 历史

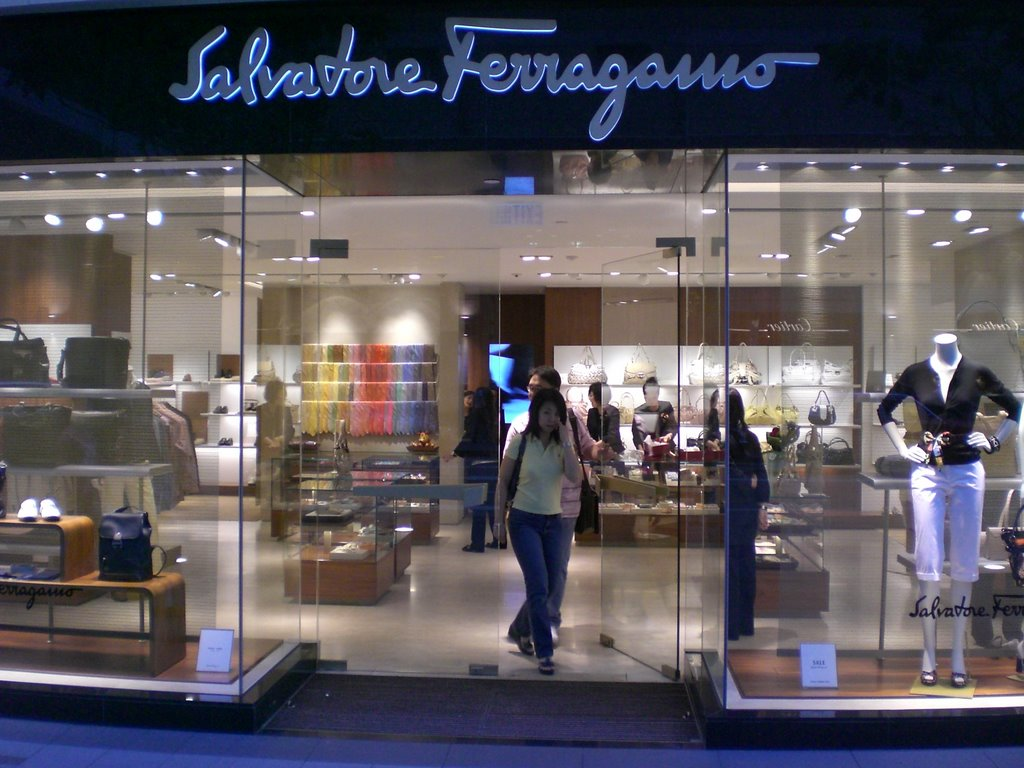
位於香港中環的菲拉格慕店

### 家族第二代
1960年，薩爾瓦托勒·菲拉格慕逝世，公司进入重组。总裁由其遗孀蔓达·菲拉格慕接任，六名第二代家族成员在公司中担任重要职位。1970年，公司开始生产男鞋和男式服装。1978年，推出了标志性的Vara淺口高跟鞋。
1986年，创立菲拉格慕香港公司，并开始进入亚洲市场。1989年，其亚洲首家专卖店入驻香港文华酒店。1994年，在上海美美百货开设中国首家店面。1997年，进入韩国和马来西亚市场。之后，公司开拓了多个新领域，包括眼镜（1998年）、香水（2001年）、手表（2007年）和珠宝（2011年）。2008年，公司在上海举行80周年庆典活动。
2018年，家族第二代的核心成员、富尔维娅·韦斯孔蒂·菲拉格慕（Fulvia Visconti Ferragamo，薩爾瓦托勒之女）和蔓达·菲拉格慕（薩爾瓦托勒夫人）相继去世。

### 家族第三代
蔓达·菲拉格慕在世时，与第二代家族成员定下内部规定，要求23名第三代家族成员中只有三人可以同时在菲拉格慕工作。

## 轶事
- 「菲拉格慕」所以在香港坊間有了一個有趣的綽號「飛甩雞毛」，以菲拉格慕粵語諧音而起的。[14][15][16]